# كوبرنيكوس (فوهة قمرية)
كوبرنيكوس هي فوهة صدمية على سطح قمر الأرض تقع في شرق محيط العواصف. سُميت الفوهة على اسم العالم البولندي نيكولاس كوبرنيكوس. تكونت الفوهة فيما يُعرفُ باسم الحقبة الكوبرنيكية للقمر.
تظهر فوهة كوبرنيكوس بسهولة باستخدام أي منظار من سطح الأرض وتقع في منتصف الغرب من نصف الكرة القمري المواجه للأرض. تبلغ فوهة كوبرنيكوس من العمر 800 مليون سنة  وبهذا تعتبر من الفوهات الحديثة نسبيا في عمر القمر البالغ حوالي 4.53 بليون سنة  وهو ما يفسر معالمها الواضحة حيث لم تتعرض لعوامل التعرية المناخية كباقي مناطق سطح القمر.

## الخواص
تعتبر فوهة كوبرنيكوس من أبرز الفوهات على سطح القمر وتعد أنموذجا واضحا للفوهات حديثة العمر نسبيا بحيث احتفظت بتفاصيلها بوضوح. تقع الفوهة بإحداثيات 10 شمال و 20 غرب بالقرب من الحد الجنوبي لبحر الأمطار. يبلغ قطر كوبرنيكوس 93 كم، وقد أظهرت صور الفوهة المأخوذة من المركبات الفضائية المختلفة فوق القمر انحدارات متدرجة على جدران الفوهة تشبه السلالم العملاقة المؤدية إلى القاع الذي يبعد 3.8 كم عن قمة الحافة. ترتفع من مركز الفوهة في القاع جبال الذروة إلى ارتفاع 800 متر والتي ربما تكون قد نشأت نتيجة لارتداد صخور عميقة الجذور في موقع الارتطام. 